# 篠束町
篠束町（しのづかちょう）は、愛知県豊川市の地名。

## 地理

### 河川・池沼
- 豊川放水路

- 荒木（あらき）
- 大堀（おおぼり）
- 栗穴（くりあな）
- 郷中（ごうちゅう）
- 酢屋下（すやした）
- 高見（たかみ）
- 仲荒古（なかあらこ）
- 仲堀（なかぼり）
- 並塚（ならびづか）
- 西宮（にしみや）
- 東宮（ひがしみや）
- 平飯（ひらめし）
- 矢筰（やはぎ）
- 吉添（よしぞえ）
- 若宮（わかみや）

### 交通
- 国道151号
- 愛知県道373号金野豊川線
- 愛知県道495号宿谷川線
- 飯田線

### 施設
- 豊橋中日ハウジングセンター
- 医王寺
- 篠束神社
- シャグジ公園
- 東宮公園
- 篠束遺跡

## 歴史

### 沿革
- 2010年（平成22年）2月1日 - 宝飯郡小坂井町大字篠束は、合併に伴い豊川市篠束町となる[WEB 6]。

### 人口の変遷
国勢調査による人口および世帯数の推移。
| 1995年（平成7年）  | 411世帯 1587人 |  |
| 2000年（平成12年） | 462世帯 1661人 |  |
| 2005年（平成17年） | 536世帯 1743人 |  |
| 2010年（平成22年） | 581世帯 1731人 |  |
| 2015年（平成27年） | 607世帯 1763人 |  |
| 2020年（令和2年）  | 678世帯 1823人 |  |

### WEB
1. ↑  “愛知県豊川市の町丁・字一覧”.   人口統計ラボ. 2024年5月1日閲覧。
2. 1 2  総務省統計局 (2022年2月10日). “令和2年国勢調査の調査結果(e-Stat) - 男女別人口，外国人人口及び世帯数－町丁・字等” (CSV). 2023年8月2日閲覧。
3. ↑  “読み仮名データの促音・拗音を小書きで表記するもの(zip形式) 愛知県” (zip).   日本郵便 (2024年2月29日). 2024年3月26日閲覧。
4. ↑  “市外局番の一覧” (PDF).   総務省 (2022年3月1日). 2022年3月22日閲覧。
5. ↑  “ナンバープレートについて”.   一般社団法人愛知県自動車会議所. 2024年1月21日閲覧。
6. ↑  “愛知県豊川市の郵便番号一覧”.   日本郵便. 2024年5月2日閲覧。
7. ↑  総務省統計局 (2014年3月28日). “平成7年国勢調査の調査結果(e-Stat) - 男女別人口及び世帯数 －町丁・字等” (CSV). 2021年7月20日閲覧。
8. ↑  総務省統計局 (2014年5月30日). “平成12年国勢調査の調査結果(e-Stat) - 男女別人口及び世帯数 －町丁・字等” (CSV). 2021年7月20日閲覧。
9. ↑  総務省統計局 (2014年6月27日). “平成17年国勢調査の調査結果(e-Stat) - 男女別人口及び世帯数 －町丁・字等” (CSV). 2021年7月21日閲覧。
10. ↑  総務省統計局 (2012年1月20日). “平成22年国勢調査の調査結果(e-Stat) - 男女別人口及び世帯数 －町丁・字等” (CSV). 2021年7月21日閲覧。
11. ↑  総務省統計局 (2017年1月27日). “平成27年国勢調査の調査結果(e-Stat) - 男女別人口及び世帯数 －町丁・字等” (CSV). 2021年7月21日閲覧。